# ハッピー☆マテリアル
「ハッピー☆マテリアル」（ハッピーマテリアル）は、 2005年2月16日から8月3日まで発売されたシングル。 2008年8月27日にはリターンバージョンが発売され､2017年10月25日にはアニメ『UQ HOLDER!』バージョンが発売された｡

## 概要
テレビ東京系列で放送されたテレビアニメ『魔法先生ネギま!』の主題歌。『魔法先生ネギま!』という作品が、麻帆良学園（本作品に登場する架空の学校）中等部2年A組の生徒31人を中心とした、数多くのキャラクターを前面に押し出した内容であるのを受けて、この曲も彼らの歌う歌、すなわちキャラクターソングとして位置づけられている。歌い手・曲調（アレンジ）・2番の歌詞の異なる複数のバージョンが存在するが、作詞者・作曲者・編曲者・発売元はすべて以下のとおりである。
- 作詞：うらん
- 作曲：大川茂伸
- 編曲：大久保薫
- 発売：キングレコード・スターチャイルドレーベル

アニメ『魔法先生ネギま!』では6ヶ月の放送期間中、歌うキャラクター（すなわち歌う担当声優）を月単位で換え、それをオープニングテーマとして流していた（曲調も異なる）。それらは「麻帆良学園中等部2-A（キャラクターA、キャラクターB、…）」名義でシングルCDとして計6種類別々にリリースされた。
この6種類のバージョンに加え、アニメ最終回で使用された2-Aの生徒全員が歌う最終バージョン、DVD1巻の初回版特典CDに収録された、主人公のネギ・スプリングフィールドらが歌うバージョン、イベント「大麻帆良祭」のライブ盤のボーナストラックに収録された各月の歌詞を繋げたメドレーバージョンと、計9種類がリリースされた。なお、前述のライブ盤にはライブバージョンも2種類収録されており、それも含めると計11種類が何らかの形でCD収録されている事になる。
漫画『魔法先生ネギま!』を原作とした第2期テレビアニメ『ネギま!?』では、第14話の挿入歌として使用された。
OVA『魔法先生ネギま! 〜白き翼 ALA ALBA〜』において、3年ぶりとなる新バージョン「ハッピー☆マテリアル リターン」が主題歌として使用された。
2017年に放送開始の80年後を描いた続編『UQ HOLDER! 〜魔法先生ネギま!2〜』でも、主題歌として使用されている。

### 各バージョンの担当キャラクター

#### シングルCDとしてリリースされた曲
|                | 発売日        | 担当キャラクター（声優） |
| -------------- | ------------- | ------------------------ |
| 1月放送分      | 2005年2月16日 | 麻帆良学園中等部2-A      |
| 2月放送分      | 2005年3月2日  | 麻帆良学園中等部2-A      |
| 3月放送分      | 2005年4月6日  | 麻帆良学園中等部2-A      |
| 4月放送分      | 2005年5月11日 | 麻帆良学園中等部2-A      |
| 5月放送分      | 2005年6月8日  | 麻帆良学園中等部2-A      |
| 6月放送分      | 2005年7月6日  | 麻帆良学園中等部2-A      |
| 最終バージョン | 2005年8月3日  | 麻帆良学園中等部2-A      |
| リターン       | 2008年8月27日 | 麻帆良学園中等部3-A      |

#### DVD第1巻発売特典CD収録曲
- メルディアナ合唱団（ネギ・スプリングフィールド、アーニャ、ネカネ・スプリングフィールド）

#### ライブアルバム収録曲
「麻帆良学園 大麻帆良祭」
- メドレーバージョン（1月1・2番→2月2番→3月2番→4月2番→5月2番→6月2番・ラスト）
- メドレー・ライブバージョン（上記のライブバージョン）
- アンコール・ライブバージョン（31名全員とネギ役の声優が全員参加。歌詞・アレンジはメルディアナバージョンと同一、2番のみネギ役の佐藤利奈がソロで歌唱）

## エピソード
シングル発売後、2ちゃんねるが発端となり、インターネット上でこの曲をオリコンチャートの1位にランクインさせようという運動が行われた。これは歌手森山直太朗がラジオ番組でこの曲を無くなってほしいという主旨の発言し、炎上したためである。放送番組のチャート紹介ではアニメソングが短かったり無かったかのようにされたりなど扱いが悪いことに対抗するためだった。Amazon.co.jpの売り上げでも1位を獲得した。また2005年にNHKが実施した「スキウタ〜紅白みんなでアンケート〜」への投票も呼びかけられ、紅組50位に入った。
Animelo Summer Liveにて、1月度をベースにたびたび使用されており、2008ではドメスティック・ラヴバンドによって、2009では佐々木まき絵役の堀江由衣が茅原実里とのコラボレーション、2015ではスフィア・fripSideによるオープニングコラボレーションとしてそれぞれ歌われた。また、KING SUPER LIVE 2015において（過去のキングレコードを代表するアニソンの1曲として選ばれ）、上坂すみれ・かなでももこ・佐藤聡美・ゆいかおり・every♥ing!によるスペシャルコラボレーションとして歌われた。
上記以外にも小林ゆう、野中藍、神田朱未など、多数の『ネギま』出演者のライブイベントで歌われている。

## データ
オリコンチャート
| シングル       | 最高位 |
| -------------- | ------ |
| 1月放送分      | 8位    |
| 2月放送分      | 11位   |
| 3月放送分      | 5位    |
| 4月放送分      | 3位    |
| 5月放送分      | 4位    |
| 6月放送分      | 3位    |
| 最終バージョン | 9位    |

- World Singles Chartでは、4月放送分が世界ランク20位[4]、5月放送分が世界ランク14位[5]。
- 2005年の第10回アニメーション神戸 ラジオ関西賞（主題歌賞）受賞曲[6]。
- 2005年6月、『ハッピー☆マテリアル』を含めた、『ネギま!』関連のマキシシングルの累計販売枚数が、100万枚を突破（スターチャイルドの発表による）[7][8]。
- 2019年3月1日、ソニー・ミュージックエンタテインメントのアニメソング人気投票キャンペーン「平成アニソン大賞」において企画賞（2000年 - 2009年）に選出[9]。

## ゲーム収録
- DSオプションカートリッジ「大合奏!バンドブラザーズ追加曲カートリッジ」[10]
- 太鼓の達人
  - PS2用ソフト「太鼓の達人 とびっきり!アニメスペシャル」[11]
  - アーケード版「太鼓の達人8」[12]
  - 3DS用ソフト「太鼓の達人 どんとかつの時空大冒険」（追加コンテンツとして有料ダウンロード配信）[13]
- DS用ソフト「うたっち」[14]

## 別バージョン・カバー
- 神田朱未 - 『魔法先生ネギま!』のヒロイン神楽坂明日菜役としてこの曲（2月・最終）に元々参加しており、神田のベストアルバム『Bitter Sweet Friday』にはこの曲のソロバージョン（原曲は1月）が収録されている。
- 野中藍 - 同じく近衛木乃香役としてこの曲（3月・最終）に元々参加しており、野中の4thシングル『チアルーガ!』のC/W曲としてこの曲のソロバージョン「aipon type」（原曲は3月）が収録されている。
- 石田燿子 - 企画盤『Hyper Yocomix2』にこの曲のカバーが収録されている。
- 桃井はるこ - アニソンカバーアルバム『more&more quality RED 〜Anime song cover〜』にこの曲のカバーが収録されている。
- 我那覇響（沼倉愛美） - アイドルマスターブレイク!コミック2巻限定版（KCピース ISBN 978-4-06-364802-7）の特典CDにこの曲のカバーが収録されている。原曲は1月。
- HINAX - 姫トランスシリーズのコンピレーション・アルバム『姫トラ あにめ★みっくす!』にこの曲のカバーが収録されている[15]。
- バニラビーンズ - ミニアルバム『Def & Def』にこの曲のカバーが収録されている。
- RAYTO - 『LOVE PARAPARA2 〜パラパラ踊る大捜査編〜』にノンストップ形式ではあるがEuro Mix盤が収録されている[16]。また、同梱のDVDには同曲を使ったパラパラが収録されている。
- 近衛刀太（高倉有加）、時坂九郎丸（広瀬ゆうき）、桜雨キリヱ（茅野愛衣）、夏凜（小倉唯）、結城忍（原田彩楓）、雪広みぞれ（鬼頭明里） - テレビアニメ『UQ HOLDER! 〜魔法先生ネギま!2〜』オープニングテーマ。（後述）
- Happy Around!［愛本りんく（西尾夕香）、明石真秀（各務華梨）、大鳴門むに（三村遙佳）、渡月麗（志崎樺音）］ - 2022年1月1日にゲーム『D4DJ Groovy Mix』に追加収録[17]。
- ハロー、ハッピーワールド!［弦巻こころ（伊藤美来）］ - 2022年1月11日にゲーム『バンドリ! ガールズバンドパーティ!』に追加収録[18]。
- クレイジーゆう（小林ゆう）- EMERGENCYのメンバーの1人で本業声優。［Walkin' Loopin' Party］にソロで収録。

## ハッピー☆マテリアル/輝く君へ〜Peace
「ハッピー☆マテリアル/輝く君へ〜Peace」（ハッピーマテリアル）は、2005年8月3日発売されたシングル。
収録曲
1. Magister Negi Magi
2. ハッピー☆マテリアル (31人ver.・TVサイズ)
3. Bonum diem
4. 輝く君へ〜Peace
5. Gratias ago
6. 輝く君へ (The Final Story Instrumental ver.)

｢輝く君へ｣ 作詞:ヌマダテゆか  作曲:桑原秀明  編曲:光宗信吉
｢Peace｣ 作曲:桑原秀明  編曲:光宗信吉

## ハッピー☆マテリアル リターン
「ハッピー☆マテリアル リターン」は、2008年8月27日発売されたシングル。
収録曲
1. ハッピー☆マテリアル リターン
2. 輝く君へ
3. A-LY-YA

## ハッピー☆マテリアル (UQ HOLDER!)
「ハッピー☆マテリアル（UQ HOLDER!）」は、2017年10月25日発売されたシングル。
収録曲
1. ハッピー☆マテリアル
2. Steady→GO!!
3. ハッピー☆マテリアル（off vocal ver.）
4. Steady→GO!!（off vocal ver.）

- 表題曲はテレビアニメ『UQ HOLDER! 〜魔法先生ネギま!2〜』オープニングテーマ。カップリング曲のSteady→GO!!は同作のエンディングテーマかつ同作唯一のオリジナル楽曲。